# Arua
Arua (en francès Arue) és un municipi francès situat al departament de les Landes i a la regió de la Nova Aquitània.

## Demografia
| 1962                                       | 1968 | 1975 | 1982 | 1990 | 1999 | 2007 |
| ------------------------------------------ | ---- | ---- | ---- | ---- | ---- | ---- |
| 379                                        | 425  | 347  | 294  | 290  | 286  | 299  |
| Des de 1962: població sense dobles comptes |      |      |      |      |      |      |

## Administració
| Període   | Identitat        | Partit |
| --------- | ---------------- | ------ |
| 1995-2001 | Christian Conte  | PCF    |
| 2001-2008 | Yvette Notredame |        |
| 2008-     | Gérard Fabre     |        |